# Urospatha wurdackii
Urospatha wurdackii là một loài thực vật có hoa trong họ Ráy (Araceae). Loài này được (G.S.Bunting) A.Hay miêu tả khoa học đầu tiên năm 1988.